# Masaya Katō
Masaya Katō (加藤 雅也?, Masaya Katō; Nara, 27 aprile 1963) è un attore, doppiatore e stuntman giapponese.

## Biografia
Proveniente dalla regione del Kansai, pratica arti marziali e spesso esegue acrobazie atletiche nei film in cui recita. Ha lavorato in molti radiodrammi e svolge doppiaggio in serie animate e videogiochi.

## Filmografia

### Cinema
- Shiro and Marilyn, regia di Junichi Suzuki (1988)
- Tokyo: The Last War, regia di Takashige Ichise (1989)
- Ni Ni Roku, regia di Hideo Gosha (1989)
- The Setting Sun, regia di Rou Tomono (1992)
- The Seventh Floor, regia di Ian Barry (1994)
- Crying Freeman, regia di Christophe Gans (1995)
- Drive, regia di Steve Wang (1997)
- Sandy Whitelaw (1997)
- Godzilla, regia di Roland Emmerich (1998)
- Requiem - Il festival dei morti, regia di Tetsuo Shinohara (2000)
- Brother, regia di Takeshi Kitano (2000)
- Okinawa Rendez-vous, regia di Gordon Chan (2000)
- Lussuria, regia di Zalman King (2001)
- Agitator, regia di Takashi Miike (2001)
- Good Advice, regia di Steve Rash (2001)
- Muscle Heat, regia di Ten Shimoyama (2002)
- Aragami, regia di Ryûhei Kitamura (2003)
- Samurai Resurrection, regia di Hideyuki Hirayama (2003)
- Gozu, regia di Takashi Miike (2003)
- The Man In White, regia di Takashi Miike (2003)
- Fighter in the Wind, regia di Yang Yun-ho (2006)
- Sakura (2006)
- Unfair - Il film, regia di Yoshinori Kobayashi (2007)
- La vendetta del dragone, regia di Tung-Shing Yee (2009)
- Sayonara Itsuka, regia di John H. Lee (2010)
- Umizaru, regia di Eiichirô Hasumi (2010)
- Unfair: The Answer, regia di Shimako Sato (2011)
- Monster (2013)

### Televisione
- Hitori ni shinaide - serie TV, (1995)
- Hachigatsu no love song - serie TV, (1996)
- Naomi - serie TV, (1999)
- Moichido Kiss - serie TV, (2000)
- Tengoku e no kaidan - serie TV, (2002)
- Toshiie and Matsu - serie TV, (2002)
- Kindaichi shōnen no jikenbo - serie TV, (2005)
- Yoshitsune - serie TV, (2005)
- Anego - serie TV, (2005)
- Unfair SP - serie TV, (2006)
- Primadam - serie TV, (2006)
- Unfair - serie TV, (2006)
- Kekkon Sagishi - serie TV, (2007)
- Kirakira Kenshui - serie TV, (2007)
- Osen - serie TV, (2008)
- Around 40 - serie TV, (2008)
- Je t'aime - serie TV, (2008)
- SAITOU san - serie TV, (2008)
- Samurai High School - serie TV, (2009)
- Uramiya Honpo REBOOT - serie TV, (2009)
- Kiina - serie TV, (2009)
- Unfair the Special - serie TV, (2011)
- Tennō no ryōriban - serie TV, (2015)
- Like a Dragon: Yakuza - serie TV, (2024)

### Videogiochi
- Maximo (Gus l'orribile, Capitan Cadavere) (2001)
- Romancing SaGa (Principe Neidhart, Cornelio) (2005)
- Ryū ga Gotoku Kenzan! (Yoshioka Seijuro) (2008)

## Doppiatori italiani
Nelle versioni in italiano nelle opere in cui ha recitato, Masaya Katō è stato doppiato da:
- Maurizio Romano in Crying Freeman
- Riccardo Rossi in Brother
- Francesco Pezzulli in Agitator
- Davide Marzi in La vendetta del dragone
- Christian Iasante in Like a Dragon: Yakuza